# ウィリアム・ホランド
ウィリアム・ホランド（William Joseph "Bill" Holland、1874年3月8日 - 1930年11月20日）は、アメリカ合衆国の陸上競技選手である。ホランドは、1900年に開催されたパリオリンピックの男子陸上400メートル競走で銀メダルを獲得した。

## 経歴
ウィリアム・ホランドはボストンで生まれた。
ジョージタウン大学の医学生だった1900年、彼はパリオリンピックに参加した。400メートル競走決勝が日曜日に開催されたため、アメリカのランナー、ディクソン・ボードマン（en:Dixon Boardman）、ウィリアム・モロニー（en:William Moloney）、ハリー・リー（en:Harry Lee）が宗教的な理由でレースを棄権し、決勝は3人のみで争われた。決勝では同僚のマキシー・ロングが金メダルを獲得し、ホランドは2位となった。なお、ホランドは男子60メートル競走、200メートル競走にも出場した。60メートルでは1次予選で3位となったため、決勝には進めなかった。200メートルでは、決勝で4位に入っている。
ホランドは大学卒業後、マサチューセッツ州に定住して医師となり、1930年に没した。